# WiggleZ Dark Energy Survey
WiggleZ Dark Energy Survey – wielkoskalowy przegląd przesunięć ku czerwieni galaktyk, wykonany w latach 2006-2011 za pomocą teleskopu Angielsko-Australijskiego (AAT) w Siding Spring Observatory, którego celem była analiza wpływu galaktyk na naturę ciemnej energii.

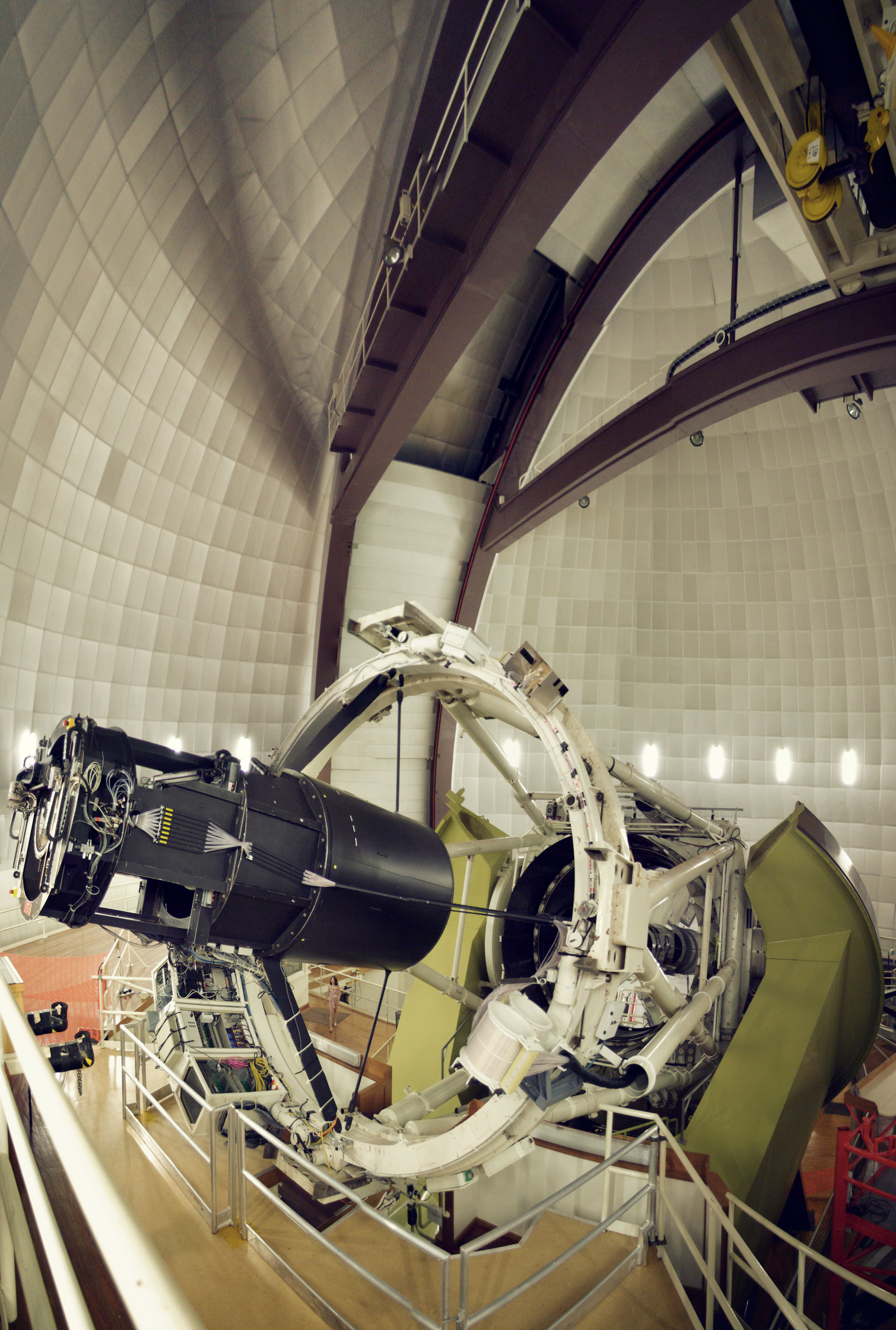
Teleskop Angielsko-Australijski

## Pomiary
Przegląd rozpoczęto w sierpniu 2006 i w czasie 276 nocy wykonano pomiary przesunięć ku czerwieni (ang. redshift) 238 770 galaktyk, na obszarze ponad 100 stopni kwadratowych nieba, obejmując obiekty o wieku do 8 miliardów lat (redshift 0.2 < z < 1.0). Wykonano go za pomocą spektrografu AAOmega/2df, poszukując niebieskich linii emisyjnych światła galaktyk, wybranych z wyników badań teleskopu kosmicznego GALEX (światło UV) i przeglądów SDSS oraz RCS2 (światło widzialne). WiggleZ Dark Energy Survey zakończono w styczniu 2011.

## Wyniki
Projekt badał w jaki sposób galaktyki są rozproszone w przestrzeni (akustyczne oscylacje barionów) oraz jak szybko gromady galaktyk formują się w czasie. Wyniki projektu potwierdziły prawdziwość modelu Λ-CDM, uprawdopodobniły istnienie ciemnej energii.